# Soing-Cubry-Charentenay
Soing-Cubry-Charentenay là một xã trong vùng Bourgogne-Franche-Comté, thuộc tỉnh Haute-Saône, quận Vesoul, tổng Fresne-Saint-Mamès. Tọa độ địa lý của xã là 47° 34' vĩ độ bắc, 05° 52' kinh độ đông. Soing-Cubry-Charentenay nằm trên độ cao trung bình là 250 mét trên mực nước biển, có điểm thấp nhất là 195 mét và điểm cao nhất là 268 mét. Xã có diện tích 28,63 km², dân số vào thời điểm 1999 là 486 người; mật độ dân số là 16 người/km².

## Thông tin nhân khẩu
| 1962 | 1968 | 1975 | 1982 | 1990 | 1999 |
| ---- | ---- | ---- | ---- | ---- | ---- |
| 411  | 475  | 395  | 434  | 477  | 486  |